# Woodburn (Kentucky)
Pour les articles homonymes, voir Woodburn.
Woodburn est une ville américaine située dans le comté de Warren, dans le Kentucky. Selon le recensement de 2020, sa population est de 303 habitants.